# Ďumbier
Ďumbier er med en højde på 2.043 moh. det højeste bjerg i Nedre Tatraområdet i det centrale Slovakiet. På trods af resterne af middelalderlige miner (guld, jern, antimon) er massivet nu beskyttet som en del af Nedre Tatras Nationalpark.
Den let tilgængelige top tilbyder en naturskøn udsigt over Høje Tatra, Liptov og Hron- dalen. En hytte kaldet Chata M.R. Štefánika ligger under toppen i en højde af 1.740 moh. Ďumbier, såvel som det nærliggende bjerg Chopok, kan nås ved at følge vandrestierne enten fra nord, fra dalene Demänovská dolina og Jánska dolina, eller fra syd fra busstoppestedet Trangoška.